# Barry Ryan

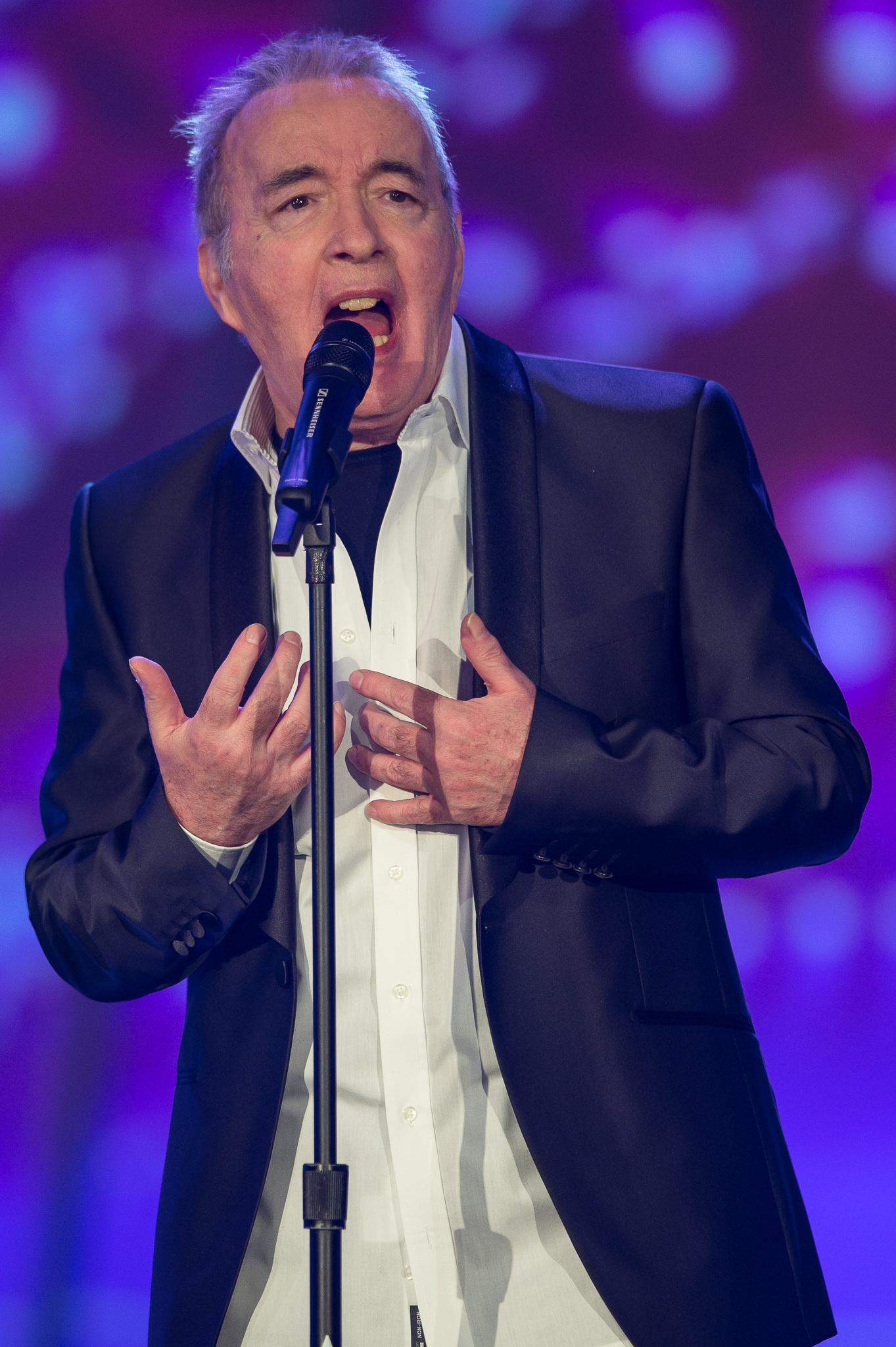
Barry Ryan (2015)

Barry Ryan (* 24. Oktober 1948 in Leeds als Barry Sapherson; † 28. September 2021) war ein britischer Popsänger, der ab Mitte der 1960er Jahre gemeinsam mit seinem Zwillingsbruder Paul Ryan und ab 1968 als Solointerpret bis Anfang der 1970er Jahre weltweit Hitparaden-Erfolge feiern konnte. Sein größter Hit war das von Paul Ryan geschriebene Eloise.

## Leben
Barry Ryan und sein Bruder waren eineiige Zwillinge und wurden 1948 im englischen Yorkshire geboren. Ihre Eltern waren die in den 1950er Jahren recht erfolgreiche Sängerin Marion Ryan und ihr erster Ehemann Lloyd Sapherson. Mit 15 Jahren traten die Brüder ins Showgeschäft ein und übernahmen seitdem den Mädchen- und Künstlernamen ihrer Mutter und nannten sich zunächst The Ryan Twins.
Die Ryan-Brüder veröffentlichten in den 1960er Jahren bei Decca Records mehrere erfolgreiche Hit-Singles, darunter Don’t Bring Me Your Heartaches (1965), Have Pity on the  Boy (1966) und I Love Her (1966), die sich in der britischen Hitparade in den Top 20 platzieren konnten. Ihr von Top-Designern durchgestyltes fotogenes Aussehen, die eingängigen Songs und Barrys unverwechselbare Stimme verschafften ihnen zahlreiche Tourneen, Auftritte in TV-Shows und eine hohe Medienpräsenz in den damaligen Pop-Jugendzeitschriften.
Im Jahre 1967 begannen die Brüder, sich auf neue Wege zu konzentrieren. Sie unterschrieben Ende dieses Jahres einen Plattenvertrag beim Label MGM Records. Nach Veröffentlichung von zwei weiteren gemeinsamen Singles (Heartbreaker und Pictures of Today) verlegte sich Paul auf das Schreiben und Produzieren der Songs, während Barry sie als Interpret vortrug. Mit der zweiten von MGM Records veröffentlichten Solo-Single Eloise gelang Barry Ryan 1968 ein weltweiter Hit. In sechs Ländern belegte der dramatische, reich orchestrierte Song wochenlang die Nummer 1 der Hitparaden. In Ryans Heimatland Großbritannien kam Eloise auf Platz 2. Die Single verkaufte sich insgesamt über drei Millionen Mal. Zum Schreiben dieses Songs wurde Paul Ryan inspiriert, als er McArthur Park von Jimmy Webb hörte, gesungen von Richard Harris. Von dieser Aufnahme war er so begeistert, dass er etwas im selben Musikstil schreiben wollte.
Paul Ryan schrieb noch weitere Hits für seinen Bruder, z. B. Love Is Love, The Hunt und Kitsch, die jedoch nicht an den Welterfolg von Eloise anknüpfen konnten. Kitsch beschreibt die Wirkung dieses auch im Englischen gebräuchlichen Wortes „Kitsch is a beautiful word, it’s a beautiful word, it’s a beautiful lullaby…“ Wie vormals die Beatles und Mary Hopkin sang Ryan auch Lieder in deutscher Sprache, z. B. Zeit macht nur vor dem Teufel halt, das in Deutschland 1972 ein Top-10-Hit wurde. 1969 erhielt Ryan den Bronzenen und 1970 den Silbernen Bravo Otto der Jugendzeitschrift Bravo.
Ab 1972 blieben weitere Charterfolge seiner Solo-Veröffentlichungen und auch der 1973 und 1974 gemeinsamen mit seinem Bruder produzierten Singles aus. 1976 unternahm Ryan unter dem Pseudonym Matayo mit der gleichnamigen Single einen weiteren, jedoch erfolglosen Versuch, an seine alten Erfolge anzuknüpfen. Nach seiner Hochzeit im Jahr 1978 zog er sich ins Privatleben zurück und verlegte seine künstlerische Tätigkeit fortan vermehrt auf die Fotografie. Einzig 1989 veröffentlichte er auf Drängen seines Bruders Paul noch einmal zwei Singles, die jedoch beide floppten. Zu dieser Zeit wurde bei Paul eine Krebserkrankung diagnostiziert, an der er 1992 im Alter von 44 Jahren starb.
Ab Mitte der 1980er Jahre erarbeitete sich Ryan einen Ruf als Fotograf, seine Fotos hängen u. a. in der National Portrait Gallery in London und im Museum of Modern Art in New York. Gelegentlich trat Ryan noch in Oldie-Shows im Fernsehen auf und präsentierte dort seine größten Hits (insbesondere Eloise). 1999 erschien gemeinsam mit der Formation Klaus & Klaus eine Neueinspielung von Zeit macht nur vor dem Teufel halt. In England erschien 1995 die CD Eloise, die neben Neuaufnahmen alter Stücke auch sechs von Ryan verfasste neue Titel enthielt. Ähnlich konzipiert war die 2005 erschienene CD Hello … again. Auf ihr war der Anteil neuer Songs aber wesentlich größer, und mit Kitsch und Today waren nur noch zwei Neueinspielungen alter Titel vorhanden. 2014 nahm er zusammen mit dem gleichnamigen australischen Opern-Bariton Barry Ryan und dem Sydney Lyric Orchestra eine neue Version von Eloise auf. 2017 erschien in Frankreich die CD This Is Now, die überwiegend neues Material enthielt.
Barry Ryan starb im September 2021 im Alter von 72 Jahren an den Folgen einer Lungenerkrankung.

## Diskografie

### Studioalben
| Jahr | Titel                      | Höchstplatzierung, Gesamtwochen, AuszeichnungChartplatzierungen (Jahr, Titel, Platzierungen, Wochen, Auszeichnungen, Anmerkungen) | Höchstplatzierung, Gesamtwochen, AuszeichnungChartplatzierungen (Jahr, Titel, Platzierungen, Wochen, Auszeichnungen, Anmerkungen) | Höchstplatzierung, Gesamtwochen, AuszeichnungChartplatzierungen (Jahr, Titel, Platzierungen, Wochen, Auszeichnungen, Anmerkungen) | Höchstplatzierung, Gesamtwochen, AuszeichnungChartplatzierungen (Jahr, Titel, Platzierungen, Wochen, Auszeichnungen, Anmerkungen) | Höchstplatzierung, Gesamtwochen, AuszeichnungChartplatzierungen (Jahr, Titel, Platzierungen, Wochen, Auszeichnungen, Anmerkungen) | Anmerkungen                |
| Jahr | Titel                      | DE | AT | CH | UK | US | Anmerkungen                |
| ---- | -------------------------- | --- | --- | --- | --- | --- | -------------------------- |
| 1969 | Barry Ryan Sings Paul Ryan | DE16 (8 Wo.)DE | — | — | — | — | Erstveröffentlichung: 1969 |

grau schraffiert: keine Chartdaten aus diesem Jahr verfügbar
Weitere Veröffentlichungen
- 1969: Barry Ryan
- 1970: Barry Ryan 3
- 1971: Red Man
- 1972: Sanctus, Sanctus Hallelujah
- 2019: Going Back to 65 (Music of Youth)

Paul und Barry Ryan
- 1967: Two of a Kind (als The Ryans)
- 1967: Hey Mr. Ryan
- 1968: Paul and Barry Ryan

### Singles
| Jahr | Titel Album                                                 | Höchstplatzierung, Gesamtwochen, AuszeichnungChartplatzierungen (Jahr, Titel, Album, Platzierungen, Wochen, Auszeichnungen, Anmerkungen) | Höchstplatzierung, Gesamtwochen, AuszeichnungChartplatzierungen (Jahr, Titel, Album, Platzierungen, Wochen, Auszeichnungen, Anmerkungen) | Höchstplatzierung, Gesamtwochen, AuszeichnungChartplatzierungen (Jahr, Titel, Album, Platzierungen, Wochen, Auszeichnungen, Anmerkungen) | Höchstplatzierung, Gesamtwochen, AuszeichnungChartplatzierungen (Jahr, Titel, Album, Platzierungen, Wochen, Auszeichnungen, Anmerkungen) | Höchstplatzierung, Gesamtwochen, AuszeichnungChartplatzierungen (Jahr, Titel, Album, Platzierungen, Wochen, Auszeichnungen, Anmerkungen) | Anmerkungen                                          |
| Jahr | Titel Album                                                 | DE | AT | CH | UK | US | Anmerkungen                                          |
| ---- | ----------------------------------------------------------- | --- | --- | --- | --- | --- | ---------------------------------------------------- |
| 1965 | Don’t Bring Me Your Heartaches Hey Mr. Ryan                 | — | — | — | UK13 (9 Wo.)UK | — | Erstveröffentlichung: Oktober 1965 (mit Paul Ryan)   |
| 1966 | Have Pity On The Boy                                        | — | — | — | UK18 (6 Wo.)UK | — | Erstveröffentlichung: Januar 1966 (mit Paul Ryan)    |
| 1966 | I Love Her                                                  | — | — | — | UK17 (8 Wo.)UK | — | Erstveröffentlichung: Mai 1966 (mit Paul Ryan)       |
| 1966 | I Love How You Love Me                                      | — | — | — | UK21 (7 Wo.)UK | — | Erstveröffentlichung: Juli 1966 (mit Paul Ryan)      |
| 1966 | Have You Ever Loved Somebody?                               | — | — | — | UK49 (1 Wo.)UK | — | Erstveröffentlichung: September 1966 (mit Paul Ryan) |
| 1966 | Missy Missy Hey Mr. Ryan                                    | — | — | — | UK43 (4 Wo.)UK | — | Erstveröffentlichung: Dezember 1966 (mit Paul Ryan)  |
| 1967 | Keep It Out Of Sight                                        | — | — | — | UK30 (6 Wo.)UK | — | Erstveröffentlichung: Februar 1967 (mit Paul Ryan)   |
| 1967 | Claire Hey Mr. Ryan                                         | — | — | — | UK47 (2 Wo.)UK | — | Erstveröffentlichung: Juni 1967 (mit Paul Ryan)      |
| 1968 | Eloise Barry Ryan Singing The Songs Of Paul Ryan            | DE1 (11 Wo.)DE | AT2 (16 Wo.)AT | CH1 (11 Wo.)CH | UK2 (12 Wo.)UK | US86 (4 Wo.)US | Erstveröffentlichung: Oktober 1968                   |
| 1969 | Love Is Love                                                | DE4 (8 Wo.)DE | AT11 (12 Wo.)AT | CH6 (7 Wo.)CH | UK25 (4 Wo.)UK | — | Erstveröffentlichung: Februar 1969                   |
| 1969 | The Hunt Barry Ryan                                         | DE22 (4 Wo.)DE | AT20 (8 Wo.)AT | — | UK34 (5 Wo.)UK | — | Erstveröffentlichung: September 1969                 |
| 1969 | Colour Of My Love Barry Ryan Singing The Songs Of Paul Ryan | DE23 (2 Wo.)DE | — | — | — | — | Erstveröffentlichung: Oktober 1969                   |
| 1970 | Magical Spiel                                               | DE22 (3 Wo.)DE | — | — | UK49 (1 Wo.)UK | — | Erstveröffentlichung: Februar 1970                   |
| 1970 | Kitsch Barry Ryan 3                                         | DE10 (7 Wo.)DE | — | — | UK37 (6 Wo.)UK | — | Erstveröffentlichung: Mai 1970                       |
| 1971 | It Is Written Red Man                                       | DE50 (1 Wo.)DE | — | — | — | — | Erstveröffentlichung: Mai 1971                       |
| 1971 | Can’t Let You Go Sanctus, Sanctus Hallelujah                | — | — | — | UK32 (5 Wo.)UK | — | Erstveröffentlichung: Dezember 1971                  |
| 1972 | Zeit macht nur vor dem Teufel halt                          | DE8 (17 Wo.)DE | — | — | — | — | Erstveröffentlichung: Januar 1972                    |
| 1972 | Sanctus, Sanctus Hallelujah                                 | DE42 (1 Wo.)DE | — | — | — | — | Erstveröffentlichung: September 1972                 |

grau schraffiert: keine Chartdaten aus diesem Jahr verfügbar